# دکاو جونیور
دکاو جونیور (DKW Junior) خودرویی است که در سال‌های ۱۹۵۹ تا ۱۹۶۳ (جونیور)۱۹۶۳ – ۱۹۶۵ (اف۱۱/اف۱۲)تولید شده‌است. طراحی آن خودروهای موتور جلو-محور جلو بوده طول آن در حالت طبیعی ۳٬۹۶۸ میلیمتر (۱۵۶٫۲ اینچ) و وزن آن در حالت طبیعی ۷۰۰ کیلوگرم (۱٬۵۰۰ پوند) است. سیستم جعبه‌دندهٔ آن به صورت دستی است.